# قياة (الطيال)

تعديل مصدري - تعديل

قياة هي إحدى قرى عزلة بني جبر بمديرية الطيال التابعة لمحافظة صنعاء، بلغ تعداد سكانها 231 نسمة حسب تعداد اليمن لعام 2004.